# Odontopyge dorsalis
Odontopyge dorsalis är en mångfotingart som beskrevs av Carl 1909. Odontopyge dorsalis ingår i släktet Odontopyge och familjen Odontopygidae. Inga underarter finns listade i Catalogue of Life.